# María Díez
María Díez, née le 8 juin 1989  à Igualada en Espagne, est une joueuse internationale espagnole de rink hockey. 

## Palmarès
En 2016, elle participe au championnat du monde.